# Норт-Версейлз Тауншип (округ Аллегені, Пенсільванія)
Норт-Версейлз Тауншип (англ. North Versailles Township) — селище (англ. township) в США, в окрузі Аллегені штату Пенсільванія. Населення — 10 074 особи (2020).

## Демографія
Згідно з переписом 2010 року, у селищі мешкало 10 229 осіб у 4785 домогосподарствах у складі 2792 родин. Було 5219 помешкань
Расовий склад населення:
| - 82,9 % — білих - 13,8 % — чорних або афроамериканців - 0,7 % — азіатів - 0,1 % — корінних американців |

До двох чи більше рас належало 2,2 %. Частка іспаномовних становила 0,9 % від усіх жителів.
За віковим діапазоном населення розподілялося таким чином: 19,0 % — особи молодші 18 років, 62,3 % — особи у віці 18—64 років, 18,7 % — особи у віці 65 років та старші. Медіана віку мешканця становила 44,8 року. На 100 осіб жіночої статі у селищі припадало 89,7 чоловіків;  на 100 жінок у віці від 18 років та старших — 87,1 чоловіків також старших 18 років.
Середній дохід на одне домашнє господарство  становив 53 241 долар США (медіана — 42 270), а середній дохід на одну сім'ю — 61 567 доларів (медіана — 54 623). Медіана доходів становила 41 064 долари для чоловіків та 33 597 доларів для жінок. За межею бідності перебувало 19,0 % осіб, у тому числі 36,0 % дітей у віці до 18 років та 12,6 % осіб у віці 65 років та старших.
Цивільне працевлаштоване населення становило 4886 осіб. Основні галузі зайнятості: освіта, охорона здоров'я та соціальна допомога — 21,3 %, роздрібна торгівля — 18,6 %, виробництво — 9,3 %, фінанси, страхування та нерухомість — 8,7 %.